# Siederia alpicolella
Siederia alpicolella är en fjärilsart som beskrevs av Hans Rebel 1918. Siederia alpicolella ingår i släktet Siederia och familjen säckspinnare. Inga underarter finns listade i Catalogue of Life.

## Bildgalleri

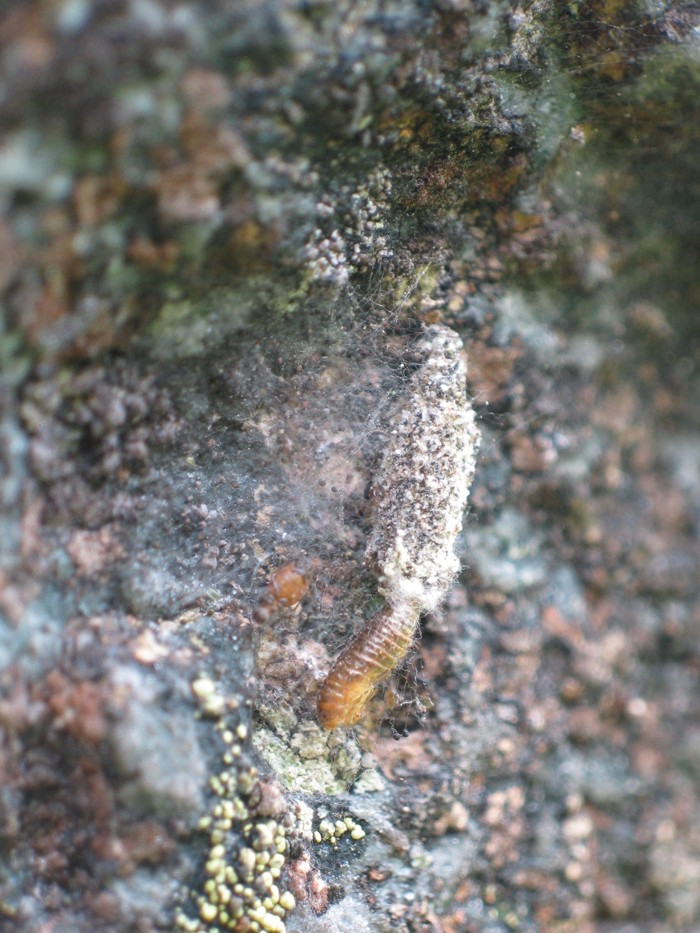